# アフリカ出身のメジャーリーグベースボール選手一覧
アフリカ出身のメジャーリーグベースボール選手一覧はアフリカ出身のメジャーリーグベースボール（MLB）選手の一覧。
太字は現役選手。アルファベット順。

## 南アフリカ
- ギフト・ンゴエペ（en:Gift Ngoepe）
- テイラー・スコット（en:Tayler Scott）